# Patricia Fresen
Patricia Fresen (* 7. Dezember 1940 in East London; † 3. September 2024 in Johannesburg) war eine südafrikanische Theologin. Sie war Befürworterin der Frauenordination in der römisch-katholischen Kirche und wurde 2003 zur römisch-katholischen Priesterin und 2005 zur Bischöfin geweiht.

## Leben
Fresens Eltern stammten aus Irland und Deutschland. Sie war die Älteste von 10 Geschwistern und trat mit 17 Jahren in den Orden der Dominikanerinnen ein. Sie studierte Theologie, Pädagogik und Sprachen und wurde mit 24 Jahren Schuldirektorin in Südafrika.
In der Zeit der Apartheid setzte sie sich für die Gleichbehandlung schwarzer und weißer Kinder ein. Als sie sich weigerte, schwarze Kinder vom Unterricht auszuschließen, wurde sie bestraft. Nach Abschaffung der Apartheid in Südafrika wurde sie rehabilitiert.
Sie wurde in Rom und in Pretoria im Fach Theologie zum Dr. theol. promoviert und unterrichtete sieben Jahre im Priesterseminar von Pretoria die Fächer Homiletik, Systematische Theologie und Spiritualität. Später lehrte sie an der Katholischen Universität von Johannesburg (St. Augustine’s College) Theologie. Weiterhin engagierte sie sich im Kampf gegen AIDS.
Nachdem sie – infolge ihrer unerlaubten Weihe zur Priesterin (s. u.) – ihren Orden und ihr Kloster nach 45 Jahren verlassen musste, übersiedelte sie 2007 nach Stuttgart. Sie engagierte sich für die Gleichberechtigung der Frauen in allen Konfessionen, besonders in der römisch-katholischen Kirche, und wirkte bei der Ausbildung und der Weihe von Frauen zu Priesterinnen in Europa und in Nordamerika mit.
2018 zog Fresen zurück nach Südafrika, wo sie als Moderatorin, Rednerin und Seminarleiterin wirkte und Einkehrtage leitete. Sie trieb auch von dort aus die weltweite Bewegung für die Frauenordination weiter voran. Fresen stand mit Gisela Forster und Ida Raming an der Spitze der Roman Catholic Women Priests (RCWP), die sich für die Gleichberechtigung der Frau in der katholischen Kirche einsetzt.
Fresen ist am 3. September 2024 nach einer plötzlichen und schweren Erkrankung im Krankenhaus in Johannisburg/Südafrika gestorben, nachdem sie in ihren letzten Tagen von Dianne Willman, einer südafrikanische Priesterin, gepflegt wurde; sie wurde dort am 9. September 2024 nach einer Trauerfeier beerdigt.

## Ordination zur Priesterin
Als 2002 in einer geheimen Zeremonie katholische Frauen zu Priesterinnen geweiht wurden, schloss sie sich dieser Bewegung an und empfing am 7. August 2003 im Rahmen der zweiten „Europäischen Frauenkonferenz“ in Barcelona die Priesterweihe von Christine Mayr-Lumetzberger und Gisela Forster.
Nach derzeitiger amtskirchlicher Auffassung kann die Priesterweihe in der römisch-katholischen Kirche nur Männern gespendet werden, weswegen Fresens Weihe seitens der römisch-katholischen Amtskirche nicht anerkannt wurde.
Fresen wurde von der katholischen Kirche mehrfach aufgefordert, sich von der aus Sicht der Kirche ungültigen Weihe (Weihesimulation) zu distanzieren. Sie bestritt die Ungültigkeit ihrer Weihe und zeigte daher bis zum Ablauf einer festgesetzten Bedenkzeit „keine Zeichen der Reue und Umkehr“. Daraufhin wurde sie am 5. August 2002 exkommuniziert.

## Ordination zur Bischöfin
Am 27. Juni 2005 wurde sie zur Bischöfin geweiht. Der Weiheakt fand als (geheime) Katakombenweihe in Österreich statt. Der neben – neben Gisela Forster und Christine Mayr-Lumetzberger – weihende Bischof sollte damit vor Sanktionen des Heiligen Stuhls geschützt werden.
Die Bischöfe ihrer Bewegung beauftragten sie, weitere Frauen in verschiedenen Ländern zu Diakoninnen und Priesterinnen zu weihen. Sie wirkte danach zusammen mit Ida Raming und Gisela Forster bei etlichen Priesterinnenweihen mit, so bei der Weihe
- der ersten Französin: Geneviève Benney in Lyon 2005
- der ersten kanadischen und amerikanischen Frauen in Gananoque 2005: Michele Birch-Connery, Victoria Rue, Jean Marchant und Marie David
- von Monika Wyss in der Schweiz 2006, zusammen mit Regina Nikolosi und Jane Via (die erste Priesterin in der Schweiz ist allerdings die christkatholische Denise Wyss, die im Jahr 2000 geweiht wurde).
- der ersten Frauen in den Vereinigten Staaten in Pittsburgh 2006: Joan Houk, Kathy Vandenberg, Kathleen Kunster, Bridget Mary Meehan, Roberta Meehan, Eileen DiFranco, Olivia Doko und Dana Reynolds